# Soppe-le-Haut
Ne doit pas être confondu avec Soppe-le-Bas.
Soppe-le-Haut est une ancienne commune française située dans le département du Haut-Rhin, en région Grand Est. 
Cette commune se trouve dans la région historique et culturelle d'Alsace et est devenue, le 1er janvier 2016, une commune déléguée de la commune nouvelle du Haut Soultzbach.

## Géographie
Soppe-le-Haut est située sur la route de Masevaux à Dannemarie. La commune fait partie du canton de Masevaux et de l'arrondissement de Thann. Elle est limitrophe du Territoire de Belfort. Elle a une superficie de 737 ha.

### Cours d'eau
- Le Soultzbach.

## Toponymie
- Sulzbach (1394), Sultzbach (1441), Sultzbach (1576), Ober Sultzbach (1579), Sultzbach (1507), Soppe le Haut (1793).
- En allemand : Ober-Sultzbach[1]. En alsacien : Ewersulzbàch.

Le nom du village est la forme romanisée du nom du ruisseau qui le traverse et fait référence en alsacien à une source salée. On retrouve la même étymologie dans le village voisin de Soppe-le-Bas, mais aussi pour d'autres communes alsaciennes (Soultz, Soultzbach-les-Bains, Soultzeren, Soultzmatt...).

## Histoire
Sur la hauteur, du côté de Guewenheim, on trouve des restes d'une voie romaine. Le pavé, formé de grosses pierres, s'étend sur une longueur d'environ 200 mètres. Cette voie romaine allait de Mandeure dans le Doubs à Arsenheim et traversait Soppe-le-Haut. C'est dans la banlieue de cette commune qu'on trouve la division des eaux des bassins du Rhin et du Rhône. Un castellum romain est cité sous le nom de Sulzebach Superior en 1302.  En 1324, Soppe-le-Haut fait partie du comté de Ferrette, puis passe par mariage de Jeanne de Ferrette et d'Albert d'Autriche sous la domination des archiducs d'Autriche. Au xive siècle, les Othons deviennent les maitres du village. En 1549, Soppe-le-Haut et Mortzwiller ne forment qu'un seul village. La guerre[Laquelle ?] fait disparaître un grand nombre d'habitants. Soppe-le-Haut a été fortement endommagée pendant la Seconde Guerre mondiale.
| Blason de Soppe-le-Haut | Les armes de Soppe-le-Haut se blasonnent ainsi : « D'argent à la fasce ondée haussée d'azur, un mont de deux coupeaux de sinople issant de la pointe, le clocher de l'église du lieu d'or ajouré et ouvert de sable, mouvant de la pointe et brochant sur le tout. » |

## Politique et administration
| Période                                  | Période   | Identité         | Étiquette | Qualité |
| ---------------------------------------- | --------- | ---------------- | --------- | ------- |
| mars 1977                                | 2008      | Paul Egly        |           |         |
| mars 2008                                | mars 2014 | Robert Kuenemann |           |         |
| avril 2014                               | En cours  | Franck Dudt      |           |         |
| Les données manquantes sont à compléter. |           |                  |           |         |

## Démographie
L'évolution du nombre d'habitants est connue à travers les recensements de la population effectués dans la commune depuis 1793. À partir du 1er janvier 2009, les populations légales des communes sont publiées annuellement dans le cadre d'un recensement qui repose désormais sur une collecte d'information annuelle, concernant successivement tous les territoires communaux au cours d'une période de cinq ans. 
Pour les communes de moins de 10 000 habitants, une enquête de recensement portant sur toute la population est réalisée tous les cinq ans, les populations légales des années intermédiaires étant quant à elles estimées par interpolation ou extrapolation. Pour la commune, le premier recensement exhaustif entrant dans le cadre du nouveau dispositif a été réalisé en 2004,.
En 2013, la commune comptait 567 habitants, en évolution de 0 % par rapport à 2008 (Haut-Rhin : +1,54 %, France hors Mayotte : +2,49 %).
| 1793 | 1800 | 1806 | 1821 | 1831 | 1836 | 1841 | 1846 | 1851 |
| ---- | ---- | ---- | ---- | ---- | ---- | ---- | ---- | ---- |
| 444  | 470  | 551  | 605  | 708  | 759  | 721  | 672  | 716  |

| 1856 | 1861 | 1866 | 1871 | 1875 | 1880 | 1885 | 1890 | 1895 |
| ---- | ---- | ---- | ---- | ---- | ---- | ---- | ---- | ---- |
| 658  | 731  | 672  | 660  | 625  | 586  | 552  | 474  | 479  |

| 1900 | 1905 | 1910 | 1921 | 1926 | 1931 | 1936 | 1946 | 1954 |
| ---- | ---- | ---- | ---- | ---- | ---- | ---- | ---- | ---- |
| 455  | 444  | 436  | 384  | 345  | 298  | 261  | 242  | 249  |

| 1962 | 1968 | 1975 | 1982 | 1990 | 1999 | 2004 | 2009 | 2013 |
| ---- | ---- | ---- | ---- | ---- | ---- | ---- | ---- | ---- |
| 260  | 259  | 257  | 336  | 442  | 517  | 560  | 563  | 567  |

## Lieux et monuments
- Église Sainte-Marguerite.

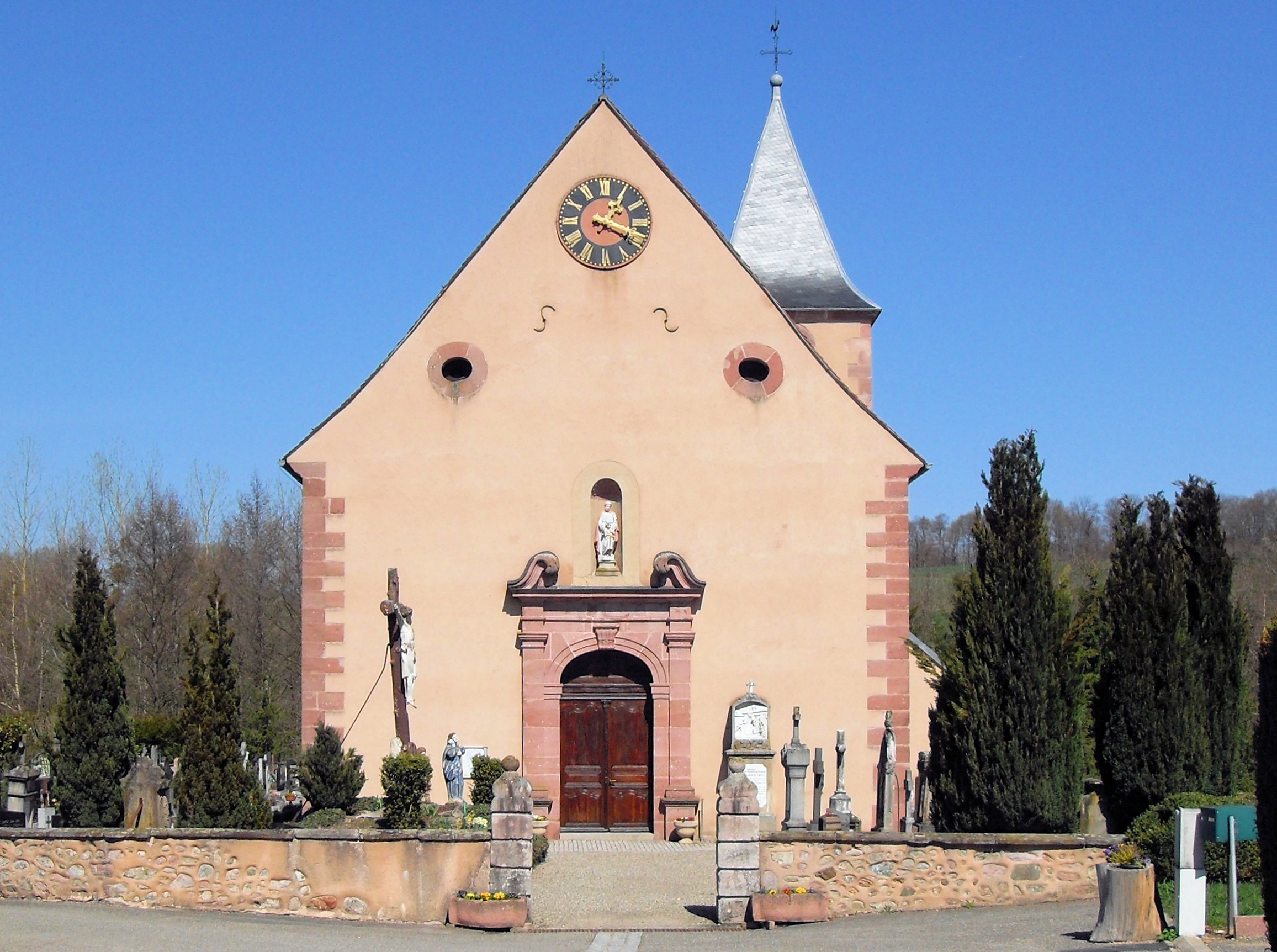
Côté sud.
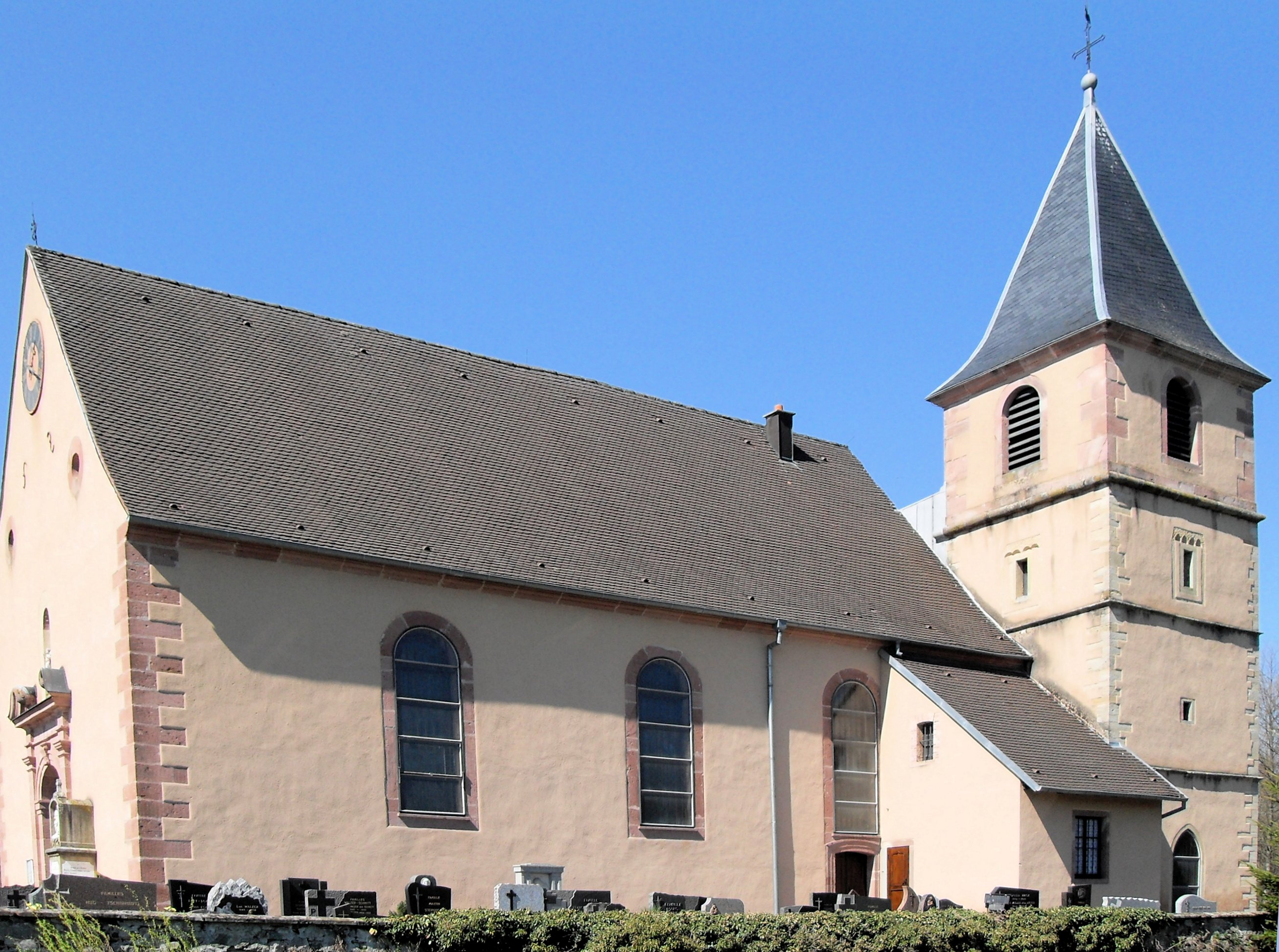
Côté est.

## Personnalités liées à la commune
- François Florent (né Eichholtzer, 1937-2021), homme de théâtre, inhumé au cimetière communal, fondateur du Cours Florent